# Catch Me If You Can (canção de Girls' Generation)
"Catch Me If You Can" é um single do girl group sul-coreano Girls' Generation cantado em coreano e também em japonês. A versão coreana foi lançada digitalmente online em 10 de abril de 2015, enquanto a versão japonesa será lançada em 22 de abril de 2015 em um CD físico como seu nono single japonês. Os vídeos musicais foram lançados em 10 de abril de 2015 nas versões coreana e japonesa, através da SM Entertainment. É a primeira vez que o grupo lançou as versões de um single em japonês e coreano simultaneamente. Este é também o primeiro lançamento com a formação de oito integrantes, desde a saída de Jessica Jung.

## Antecedentes
Em 18 de fevereiro de 2015, foi anunciado que Girls' Generation estava se preparando para seu retorno no Japão com o lançamento de seu nono single japonês intitulado "Catch Me If You Can", lançado em 22 de abril de 2015 no Japão. Fazia um ano e sete meses (19 meses) desde o último single japonês do grupo, "Galaxy Supernova", que foi lançado em setembro de 2013.
Após uma espera de mais de um mês, em 23 de março, mais informações foram anunciadas sobre o novo single. Foi informado que a nova canção seria vendida em três edições—além da Regular/Primeira Edição Limitada e Edição Limitada Especial, que seria lançada em 22 de abril no Japão; uma gravação análoga de 12 polegadas também seria distribuída exclusivamente através da Universal Music Store em 27 de maio. A capa do álbum e um pôster mostrando as integrantes em camisas curtas brancas e calças militares foram também lançados juntamente com o anúncio.
Em 1º de abril, a SM Entertainment revelou que uma versão coreana do novo single "Catch Me If You Can" também seria lançada digitalmente juntamente com a versão japonesa através de distribuidores online em 10 de abril. Os vídeos musicais, em coreano e em japonês, respectivamente, seriam revelados no mesmo dia, enquanto o CD físico começaria a ser vendido no Japão em 22 de abril. A canção foi originalmente composta e gravada no Japão, mas o lado coreano viu o conceito e avaliou que poderia ser um bom recomeço para o Girls' Generation, e por isso decidiu também lançar uma versão coreana simultaneamente.
Em 29 de março, o Countdown TV da TBS compartilhou uma pequena prévia da canção, revelando ser uma faixa de dance-pop diferente dos demais singles japoneses até então lançados pelo grupo. No clipe, é possível ouvir as garotas cantando "I'm going to find my heart" ("Eu vou encontrar meu coração"). O pano de fundo de batidas electro evolui até um clímax, antes de reduzir na frase, "Catch me if you can" ("Pegue-me se puder").
Às 12:00 KST do dia 10 de abril, a SM Entertainment lançou o vídeo musical coreano no YouTube e em outras mídias online, enquanto o vídeo musical japonês foi divulgado no site oficial do grupo em japonês. O áudio foi revelado ao mesmo tempo através de distribuidores online na Coreia.

## Composição
"Catch Me If You Can" foi descrita como uma faixa de electronic dance music (EDM). Enquanto isso, seu lado B, uma canção intitulada "Girls", é uma balada de andamento médio com uma melodia contemporânea.

## Vídeo musical
O teaser do videoclipe da canção "Catch Me If You Can" foi lançado pela SM Entertainment em 8 de abril de 2015. Ao meio-dia de 10 de abril, os dois vídeos musicais do single, em coreano e em japonês, foram revelados no YouTube. Os dois vídeos são quase idênticos, com exceção da letra e certos ângulos de câmera. Esta é a primeira vez que ambas as versões são lançadas simultaneamente pelo grupo.
Os vídeos iniciam com folhetos em uma parede nos quais estão as palavras "Catch Me If You Can", que também aparecem no pôster promocional do single. Em seguida, as imagens de uma cidade movimentada à noite, onde a abundância dos mesmos folhetos quase onipresentes são mostrados. Aos 00:26, a câmera muda repentinamente para as integrantes em camisas curtas brancas e calças militares à luz do dia no que parece ser um local de construção ao ar livre com vários guindastes e escavadeiras ao fundo. O prelúdio da canção começa ao mesmo tempo, e as garotas começam a executar a coreografia. Nessa parte os vídeos são distintos dos anteriores na medida em que cenas individuais não são mostradas, mas posteriormente as garotas dançam de forma contínua com cada integrante em close-ups uma após a outra. Aproximadamente na metade da coreografia, a câmera foca e segue em um helicóptero vermelho que opera por trás das garotas e, em seguida, a câmera suavemente muda para o mesmo local de construção à noite, onde as garotas aparecem em roupas laranja neon. Elas então continuam sua coreografia no conjunto exterior até o final dos vídeos.
Em junho de 2015, uma versão do vídeo com Jessica acabou vazando na internet, onde foi presumido que a faixa já havia sido gravada antes da saída de Jessica  do grupo em setembro de 2014.

## Promoção
Antes do lançamento, todas as integrantes do Girls' Generation promoveram a nova canção em suas redes sociais, incluindo Instagram, Weibo e página oficial do grupo. A agência também iniciou um concurso de selfie com a hashtag "#catchGG" no Twitter e em outras plataformas de mídia social que acompanharam o retorno do grupo. No entanto, a SM Entertainment confirmou que esta versão especial em coreano da canção "Catch Me If You Can" não teria participação em promoções ou outras atividades, mas o grupo está planejando promover a canção no Japão após o lançamento em 22 de abril.

## Lista de faixas
| Download digital – Versão coreana |                       |                    |                                                              |                |         |  |
| N.º                               | Título                | Letras             | Música                                                       | Produtor(es)   | Duração |  |
| 1.                                | "Catch Me If You Can" | Mafly, Choe A-Leum | Erik Lidbom, Jin Choi                                        |                | 3:45    |  |
| 2.                                | "Girls"               | Lee Seum-Lan       | Roel De Meulemeester, Guy Balbaert, Stefanie De Meulemeester |                | 3:56    |  |
| Duração total:                    | Duração total:        | Duração total:     | Duração total:                                               | Duração total: | 7:41    |  |

| CD Single / 12" Picture Disc (Versão japonesa) |                       |                |                                                              |                |         |  |
| N.º                                            | Título                | Letras         | Música                                                       | Produtor(es)   | Duração |  |
| 1.                                             | "Catch Me If You Can" |                | Erik Lidbom, Jin Choi                                        |                | 3:45    |  |
| 2.                                             | "Girls"               |                | Roel De Meulemeester, Guy Balbaert, Stefanie De Meulemeester |                | 3:56    |  |
| Duração total:                                 | Duração total:        | Duração total: | Duração total:                                               | Duração total: | 7:41    |  |

| Edição Limitada Especial |                                          |                |                |         |  |
| N.º                      | Título                                   | Letras         | Música         | Duração |  |
| 3.                       | "Catch Me If You Can (faixa sem vocais)" |                |                | 3:45    |  |
| Duração total:           | Duração total:                           | Duração total: | Duração total: | 11:26   |  |

| DVD (Versão japonesa) |                                       |         |         |  |
| N.º                   | Título                                | Diretor | Duração |  |
| 1.                    | "Catch Me If You Can" (vídeo musical) |         | 4:21    |  |

## Desempenho nas paradas

### Versão coreana
"Catch Me If You Can"
| Parada (2015)                                  | Melhor posição | Vendas                           |
| ---------------------------------------------- | -------------- | -------------------------------- |
| Coreia do Sul Gaon Singles Chart               | 35             | - COR (Download digital): 48.245 |
| Estados Unidos (Billboard World Digital Songs) | 2              | —                                |

"Girls"
| Parada (2015)                                  | Melhor posição | Vendas                           |
| ---------------------------------------------- | -------------- | -------------------------------- |
| Coreia do Sul Gaon Singles Chart               | —              | - KOR (download digital): 13.372 |
| Estados Unidos (Billboard World Digital Songs) | 7              | —                                |

## Histórico de lançamento
| Região  | Data                | Formato          | Gravadora                 |
| ------- | ------------------- | ---------------- | ------------------------- |
| Mundial | 10 de abril de 2015 | Download digital | SM Entertainment KT Music |
| Japão   | 22 de abril de 2015 | CD + DVD         | EMI Universal Music Japan |
| Japão   | 27 de maio de 2015  | 12" single       | EMI Universal Music Japan |